# Boulton Paul P.82 Defiant
Il Boulton Paul P.82 Defiant (in lingua inglese Ardito) era un caccia monomotore biposto ad ala bassa prodotto dall'azienda britannica Boulton Paul Aircraft Ltd. tra la fine degli anni trenta e l'inizio degli anni quaranta e che venne impiegato principalmente dalla Royal Air Force durante la seconda guerra mondiale.
Di aspetto simile allo Hawker Hurricane, fu il primo tentativo da parte della RAF di mettere in linea un caccia pesante. Era un ibrido, progettato e realizzato seguendo una concezione tattica radicalmente diversa da quella tradizionale: un caccia biposto monomotore con tutto l'armamento offensivo (4 mitragliatrici Browning M1919) concentrato in una torretta dorsale. Considerato in genere un insuccesso, in realtà la macchina era perfettamente adeguata alla specifica, che tuttavia designava un ruolo troppo specializzato, da cui le esigenze di impiego spesso lo allontanarono. In teoria, avrebbe dovuto ingaggiare gli aerei nemici come una nave da guerra combatte in mare, scaricando i suoi calibri mentre naviga parallelamente alla formazione nemica. In servizio dal maggio 1940, inizialmente registrò qualche successo, ma ben presto si rivelò una macchina del tutto inadatta al combattimento puro, sia per carenza di prestazioni, sia per l'impossibilità di attaccare e difendersi adeguatamente.
Contro i caccia della Luftwaffe si rivelò così inefficace e subì perdite così alte che - dopo pochi mesi - fu ritirato dal servizio.
Fu relegato al ruolo meno impegnativo di caccia notturno e - in seguito - di traino di bersagli. Ne furono prodotti 1.064 esemplari.

## Storia del progetto
La Boulton Paul Aircraft era un'azienda specializzata nella realizzazione di torrette aeronautiche, settore in cui aveva larga esperienza, infatti progettò la prima torretta mossa da pompe idrauliche che equipaggiava il bombardiere biplano Boulton Paul Overstrand. Divenne l'azienda leader in Inghilterra nel settore dopo l'acquisto dei diritti per la costruzione di torrette motorizzate elettricamente che un'azienda francese aveva brevettato.
Il 26 giugno 1935 la specifica F.9/35 fu pubblicata dal Ministero dell'Aviazione. Essa richiedeva un caccia biposto che avesse tutto il suo armamento concentrato in una torretta; inoltre, l'aereo avrebbe dovuto avere prestazioni simili, o di poco inferiori, ai caccia monoposto dell'epoca. La specifica puntava ad ottenere un caccia specializzato nell'attacco a bombardieri privi di caccia di scorta, infatti con questo accorgimento tecnico era possibile dirigere con molta più facilità e precisione un maggiore volume di fuoco rispetto ad un caccia monoposto con armamento fisso.
La specifica era ardua da accontentare, nonostante ciò la Boulton Paul presentò il progetto del P.82 che possedeva ben 4 mitragliatrici montate su una torretta sviluppata grazie alle tecnologie acquisite dai francesi. Il progetto piacque e ne vennero ordinati due prototipi. Il 28 aprile 1937 il prototipo fu battezzato Defiant (Ardito) e addirittura ne vennero ordinati 87 senza aspettare neanche che il primo prototipo facesse il suo primo volo.
L'11 agosto 1937 il primo prototipo (K8310) fece il suo primo volo. Volò privo di torretta in quanto essa non era ancora pronta e manovrò così bene che nel febbraio del 1938 ne vennero ordinati ulteriori esemplari. In seguito, tuttavia, con l'installazione della torretta, pesante rispetto alla massa del velivolo, piuttosto piccolo per alloggiare un dispositivo offensivo di questo tipo, l'aereo perse molta della sua manovrabilità, ma si decise comunque che le prestazioni per un velivolo del genere erano più che accettabili. Nel maggio 1938 fu completato il secondo prototipo (K8620) che presentava alcune modifiche rispetto al precedente prototipo e risultava essere più simile al velivolo che in seguito sarebbe entrato in produzione.
Tuttavia il primo aereo fu consegnato al 264° Squadron della RAF soltanto nel dicembre del 1939 a causa del prolungarsi dei test e dei tempi di aggiornamento alle modifiche. Il modello presentava alcuni problemi al motore e al sistema idraulico che furono risolti soltanto nei primi mesi del 1940.
Il Defiant era un aereo assai moderno e complesso: innanzitutto la torretta A Mk IID era un elemento indipendente con un proprio sistema di pompe idrauliche che la ruotavano. Inoltre, per diminuire la resistenza aerodinamica della torretta, che tendeva a frenare tutto l'aereo, furono inserite due carenature, una davanti e una dietro la torretta, che dovevano essere ritratte quando la torretta era in movimento: ciò era ottenuto tramite l'ausilio di martinetti pneumatici. Altro particolare tecnico interessante del Defiant era la posizione delle antenne radio: esse erano disposte posteriormente nella parte inferiore della fusoliera per non diminuire l'angolo di tiro delle mitragliatrici, tuttavia quando l'aereo abbassava il carrello era necessario che esse fossero ritratte affinché non si danneggiassero. Tutto l'aereo, poi, era stato pensato per essere costruito e assemblato in tempi brevi, fu anche per questo motivo che la linea di produzione cominciò subito a lavorare a pieno regime.

## Impiego operativo
Come detto il primo Squadron a ricevere il Defiant fu il 264º. Qui i piloti dovettero ricevere molte ore di addestramento aggiuntivo poiché, abituati a caccia monoposto, si ritrovarono a dover pilotare un velivolo biposto che richiedeva un'intesa eccezionale tra pilota e mitragliere. A questo squadron nell'aprile 1940 si aggiunse anche il 141°. Il 12 maggio 1940 il 264° Squadron ottenne il primo abbattimento a bordo del Defiant: durante un pattugliamento delle spiagge di Dunkerque gli aerei inglesi intercettarono e abbatterono uno Junkers Ju 88 tedesco. Tuttavia la gloria non durò molto: il giorno 13, infatti, sei esemplari fornirono la scorta ai bombardieri Fairey Battle, e, dopo uno scontro con i Messerschmitt Bf 109 solo uno tornò alla base. A molti sembrò che il Defiant fosse praticamente impotente, in scontri con il Bf 109, ma sette giorni più tardi, i rimanenti componenti del 264° Squadron abbatterono ben 17 Messerschmitt senza subire alcuna perdita e qualche ora dopo distrussero anche undici tra Junkers Ju 87 e Ju 88. Comunque, non appena il nemico si abituò alla presenza del Defiant, il periodo favorevole per il caccia biposto della Boulton Paul Aircraft finì. Infatti il Defiant non poteva competere con l'agilità dei caccia tedeschi ruolo per cui, del resto, non era stato progettato. Due Squadron con in servizio il Defiant furono quindi dislocati più a nord, lontani dalle battaglie, anche se qualche P.82 dimostrò il suo valore in attacchi contro formazioni di bombardieri senza scorta.
Visti i deludenti risultati si decise di progettare una nuova versione del caccia biposto. Si utilizzò il motore Rolls-Royce Merlin XX con sovralimentatore a due stadi (prototipo N1550). La nuova versione aveva una cappottatura del motore più lunga, radiatori più grandi, serbatoi più capienti. Questi cambiamenti portarono a magri miglioramenti nelle prestazioni, nonostante ciò ne furono ordinati ulteriori esemplari: la nuova versione fu chiamata Defiant Mk II.
Ormai sui cieli inglesi vi erano caccia troppo superiori in manovrabilità rispetto al Defiant e di giorno divenne impensabile usare questo tipo di aerei, così nel tardo agosto 1940 il 264° e il 141° Squadron furono convertiti alla caccia notturna. I velivoli furono interamente ridipinti di nero e vennero dotati di speciali valvole che eliminassero le fiammate che uscivano dai tubi di scarico in modo da essere praticamente invisibili di notte. Da quel momento iniziò la vera epopea del Defiant: il 15 settembre ci fu il primo abbattimento notturno e da quel giorno il caccia biposto divenne il miglior difensore di Londra durante i Blitz tedeschi sulla città tra il 1940-41. Gli abbattimenti notturni del Defiant furono infatti di più di quelli di qualunque altro caccia inglese che avesse operato di notte. Per i primi periodi il caccia non era dotato di radar, ma in seguito fu dotato dell'AI Mk 4. La designazione dei Defiant Mk I con l'aggiunta del radar divenne Mk IA, mentre quella dell'Mk II rimase invariata. Tuttavia dal febbraio 1942 sulla scena bellica comparvero aerei troppo veloci per il Defiant e così tutti gli Squadron che lo utilizzavano furono riequipaggiati con velivoli più prestanti tra aprile e settembre 1942.
Allora L'"Air-Sea Rescue" (ASR) lo adottò per il soccorso marittimo montandogli sotto le ali due contenitori contenenti ognuno due canotti tipo M. Vennero convertiti per questo ruolo entrambe le versioni del Defiant, ma l'aereo si dimostrò meno utile del previsto e già nel primo semestre 1943 fu rimpiazzato in questo ruolo da aerei più adatti.
Non avendo avuto fortuna nemmeno in questo ruolo si decise di convertire il Defiant in un velivolo specializzato nel traino di bersagli. Nacque così il Defiant T.T. Mk I, derivato direttamente dall'Mk II, con il motore Merlin XX, ma con una postazione per l'osservatore al posto della torretta, inoltre venne dotato di un potente argano e di un particolare scomparto dove venivano alloggiati i bersagli. Il 31 gennaio 1942 fu consegnato il primo prototipo (DR863), modificato per questo ruolo. In totale furono 150 i Defiant Mk II modificati in Defiant T.T. Mk I. L'appalto per la conversione degli Mk I fu preso dalla Reid & Sigrist che li modificò in T.T. Mk III. Tutti gli aerei tranne uno, che "andò in pensione" il 27 febbraio 1947, furono radiati entro il 1945.
Il Defiant fu utilizzato inoltre anche con la funzione di disturbo radar nemici. Infatti il 515° Squadron, dopo averlo dotato degli appositi strumenti (“Moonshine” e “Mandrel”), lo utilizzò tra il maggio del 1942 e il luglio del 1943 per accompagnare i bombardieri dell'USAAF 8° Air Force in missione sui territori francesi occupati dai Tedeschi con ottimi risultati. Anche in questo ruolo tuttavia il Defiant fu sostituito da aerei più prestanti e più adatti. Il Defiant T.T. Mk I fu anche una ottima cellula per le prime prove del seggiolino eiettabile che all'epoca era in progettazione alla Martin-Baker. L'11 maggio 1945 infatti fu fatta la prima prova con l'ausilio di un manichino montando il sedile nella zona normalmente destinata ad ospitare l'osservatore. Un altro esemplare (AA292) fu in seguito usato dal Ministero dell'Aviazione per esperimenti simili fino, come detto, al 1947. La Martin Baker lo utilizzò per i suoi test ancora per un annetto prima di abbandonarlo anch'essa.
La mancanza di un armamento frontale fu un grande handicap per un caccia che mancava di manovrabilità per competere con I caccia monoposto in combattimento, ma come caccia notturno ottenne un gran numero di successi. Da segnalare è comunque l'estrema modernità con cui era stata progettata la cellula, che si era prestata abbastanza bene a tutte le successive modifiche e che aveva consentito al velivolo biposto di ricoprire i più svariati ruoli: da quello di caccia (dapprima diurno, poi notturno), a quello di soccorritore; da traino-bersagli a piattaforma per esperimenti.

## Versioni

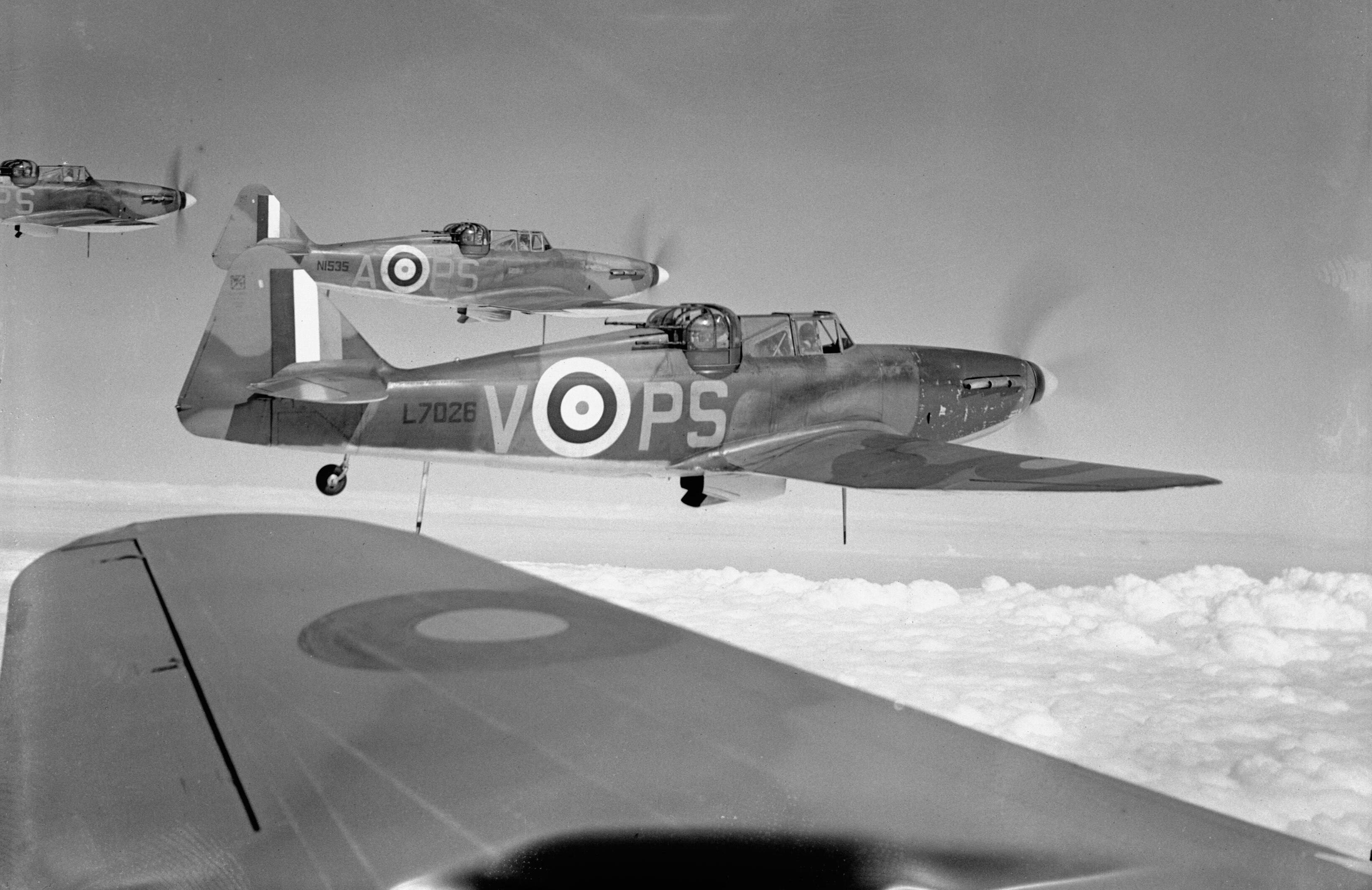
Due Defiant affiancati in volo.

Defiant Mk I
versione da caccia biposto destinata alla RAF, dotata di un motore Rolls-Royce Merlin III da 1 030 hp (768 kW). Prodotta in 723 esemplari.
Defiant NF Mk I
versione caccia notturno derivata dal Mk I
Defiant NF Mk IA
versione derivata dal Mk I e dotata di radar da intercettazione
Defiant ASR Mk I
versione ricerca e soccorso basata sul Mk I, equipaggiata con contenitori subalari contenenti due canotti.
Defiant TT Mk I
conversione della versione Mk II da traino bersagli. 150 esemplari convertiti.
Defiant Mk II
versione caccia notturno equipaggiata con un motore Rolls-Royce Merlin XX da 1 280 hp (954 kW) e radar AI Mk IV. Prodotta in 210 esemplari.
Defiant TT Mk III
nuova versione da traino bersagli caratterizzata dall'assenza della torretta, realizzata in 140 nuovi esemplari.

## Utilizzatori
Australia
- Royal Australian Air Force

 Canada
- Royal Canadian Air Force

 India Britannica
- Royal Indian Air Force

 Polonia
- Siły Powietrzne

 Regno Unito
- Royal Air Force

 Stati Uniti
- United States Army Air Forces

### Periodici
- Les Whitehouse, The Disappointing Defiant, in AirEnthusiast Five, November 1977-February 1978, Bromley, Kent, UK, Pilot Press Ltd., 1977.